# Gare de Lyman
La gare de Lyman, (ukrainien : Лиман (станція, Донецька залізниця)) est une gare ferroviaire ukrainienne située à Lyman, dans l'oblast de Donetsk.

## Situation ferroviaire
Elle est un très important nœud ferroviaire pour le réseau ferré de Donetsk, dépôt ferroviaire, voitures, locomotives, réparations...

## Histoire
Elle a aussi porté le nom de gare de Lyman entre 1916 et 1925, gare Soukhatanovo entre 1925 et 2017 et gare de Lyman depuis.